# 阿拉斯加州
阿拉斯加州（英語：i/əˈlæskə/，舊譯「亞拉士加」），是美國位於北美洲最西北端的聯邦州。州以東與加拿大的英屬哥倫比亞省和育空地區相鄰，最西端位於阿圖島，並與俄羅斯在白令海峽以西有一海上邊界。以北有楚科奇海和波弗特海，是北冰洋最南的部分。太平洋位於其南側和西南側。阿拉斯加是美國面積最大的州，陆地面积是第二的德克薩斯州的两倍有余，也是世界第7大行政區劃。依人口计，该州则是人口第3少和最稀疏的美國州份。然而阿拉斯加仍然是北美洲北緯60度線以北人口最多的領土，其人口（根據2015年美國人口普查局調查有738,432人）比加拿大北部及格陵蘭的總和還要多四倍餘。阿拉斯加州接近一半的人口都居住在安克雷奇都會區。阿拉斯加州經濟由漁業、天然氣和石油工業壟斷，油氣資源豐富；軍事基地和旅遊業也對經濟貢獻不少。美國在1867年3月30日以720萬美元自俄羅斯帝國購買阿拉斯加，大約每英畝2美分（每平方公里4.74美元）。購下後經過若干次行政易手，在1912年5月11日成為建制領地。此州在1959年1月3日加入美國，成為第49個州。

## 命名
「阿拉斯加」（俄语：Аляска）这个名称是在俄屬北美时期引入的，当时是用来指阿拉斯加半岛。阿拉斯加这词来自于阿留申语的一熟语，象征的指整个阿拉斯加。从字面上来理解，意思为（海洋指向之物）或者源于阿留申语的「Alyeska」一词，意思是「很大的陆地」。

## 历史

### 阿拉斯加原住民
阿拉斯加的许多原住民是在几万年前通过白令陆桥来到的阿拉斯加，主要有特林吉特人、海达人和茨姆錫安族三种族群。特林吉特人现在聚居在阿拉斯加和加拿大的英属哥伦比亚省、育空地区，他们发展出了母系氏族的亲属财产继承制度。海达人分布在阿拉斯加和英属哥伦比亚，他们现在以独特的艺术风格而闻名。钦西安人是在1887年从英属哥伦比亚来到阿拉斯加，当时美国总统为格罗弗·克利夫兰和之后召开的国会批准授予钦西安人在阿拉斯加的安妮特岛聚居，并建立了名叫梅特拉卡特拉的普查规定居民点。同他们一样的太平洋西北海岸原住民族群在18世纪末期和19世纪中叶传染到了欧洲殖民者带来的天花病毒，在1830年代和1860年代也爆发了严重的流行病，导致了这些原住民大量的死亡以至于社会变得动荡。阿留申人是俄罗斯殖民者在阿拉斯加发现的首个原住民，现在在阿拉斯加的阿留申群岛的阿留申人依旧过着下海打渔为业的传统生活。

### 俄屬北美
一些研究人员认为俄罗斯最早在17世纪在阿拉斯加建立殖民地。这个假设是这样的：在1648年，谢苗·迭日涅夫探险队的几艘俄罗斯双桅极地帆船北极探险时，因海上的风暴被吹到今天阿拉斯加沿岸地区，随后在此地建立殖民地。这个假设是基于楚科奇地理学家尼古拉·道尔金（Nikolai Daurkin）的证词。道尔金曾在1764年至1765年间到访过阿拉斯加，并报告在科恩威尔嫩河（Kheuveren）周围的一个村子里的村民中男性留有大胡子，并向东正教会东仪天主教会的圣像画祈祷。一些现代的研究人员常将科恩威尔嫩河与育空河联系在一起。
欧洲人的船队首次抵达阿拉斯加的时间，通常是指1732年8月21日。这次航行来自俄罗斯的专业测量员米哈伊尔·格沃兹杰夫和航海家助手伊凡·费奥多罗夫在领导的探险船队“圣加布里埃尔”（St. Gabriel）。抵达不久后，格沃兹杰夫开始对阿拉斯加海岸进行测量，这也是俄罗斯人第一次对阿拉斯加的观测。
另一位与阿拉斯加有关的人物出现在1741年，他就是维他斯·白令。这一年，白令随同18世纪的俄罗斯海军在北极地区进行探险（即大北极探险或第二次堪察加探险，1733–1743），他们沿着俄罗斯西伯利亚北部海岸线航向到北美洲阿拉斯加地区，并发现阿拉斯加的阿留申群岛、科曼多尔群岛和白令岛。1784年，俄罗斯人在科迪亚克岛的三圣徒湾建立他们的首个殖民地，同年8月14日，由俄罗斯帝国海事毛皮贸易家格里戈里·舍利霍夫指引下，130余人在科迪亚克岛东南方的锡特卡利达克岛制造一场对当地原住民的大屠杀，造成当地原住民500至3000人死亡。由于这场屠杀属于孤立事件，阿留申人从此完全受俄罗斯帝国远洋贸易家控制。
1774年至1800年间，西班牙为了在太平洋西北地区彰显地位，派遣一些船队到阿拉斯加探险（即西班牙在太平洋西北地区的探险）。1789年，西班牙在加拿大不列颠哥伦比亚的诺特卡湾建立首个殖民地和一叫做圣·米格尔的要塞。并给阿拉斯加的瓦尔迪兹和科尔多瓦命名。之后，1799年俄罗斯的格里戈里·舍利霍夫和尼古拉·列扎诺夫在阿拉斯加共同创办半官方性质的殖民贸易公司俄美公司。1799年，位于亚历山大群岛中巴拉诺夫岛的殖民地锡特卡（曾经叫做New Archangel）建立，并在1804年至1867年将阿拉斯加卖给美国之前一直是俄属北美的首府。俄罗斯从未完全在阿拉斯加殖民，而且这个殖民地也没给俄罗斯带来多大利益。唯一留有俄罗斯殖民痕迹的只在阿拉斯加的东南部，也就是在这个地区命名上和建一些教堂。

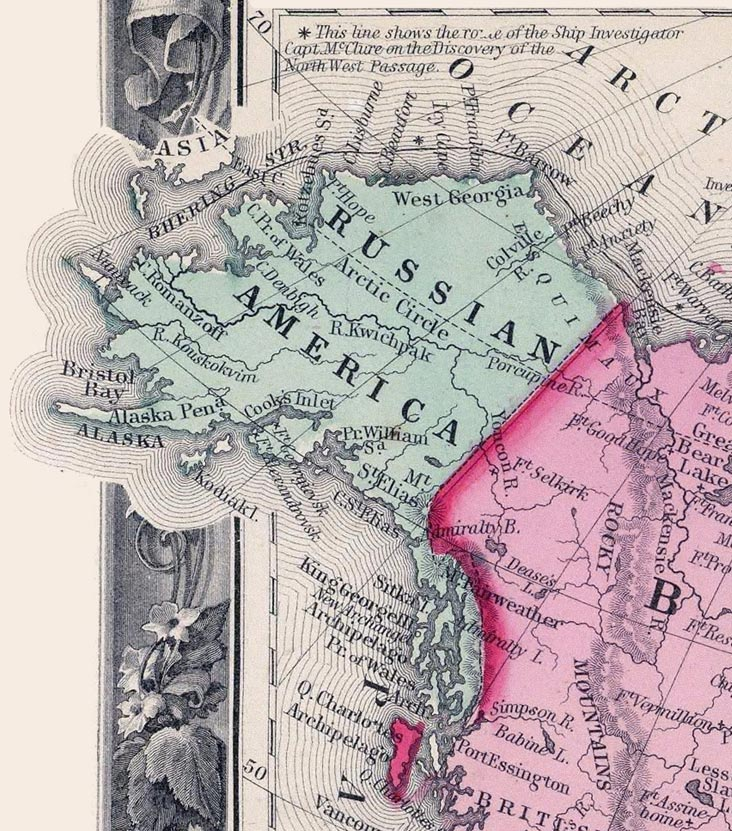
1860年的俄屬北美

1853年欧洲爆發克里米亚战争，俄國也害怕阿拉斯加殖民地被英屬北美（現今加拿大）奪走，便提議將阿拉斯加賣給美國；最後在1867年3月30日，美俄雙方同意以7,200,000美元成交。而土地合約的生效日期在1867年10月18日，直到今日。阿拉斯加為了慶祝這天，特定為「阿拉斯加紀念日」（Alaska Day）。
不過，对于負責此購地案的美国国务卿威廉·西华德以大量金錢買下冰天雪地的阿拉斯加之事，當時很多美国人觉得这并不值得，並揶揄這是「西华德的蠢事」（Seward's Folly）或「西华德的冰箱」（Seward's Icebox）、「約翰遜總統的北極熊花園」（Andrew Johnson's polar bear garden）。可是西华德說：「現在我把它買下來，也許多少年以後，我們的子孫因為買到這塊地，会得到好處。」阿拉斯加转交给美国后最初由军方松散地管理，并在1884年至1912年被美国设为特区，由美国总统任命一个地方长官管理。阿拉斯加的联邦地区法院总部当时也设在锡特卡。

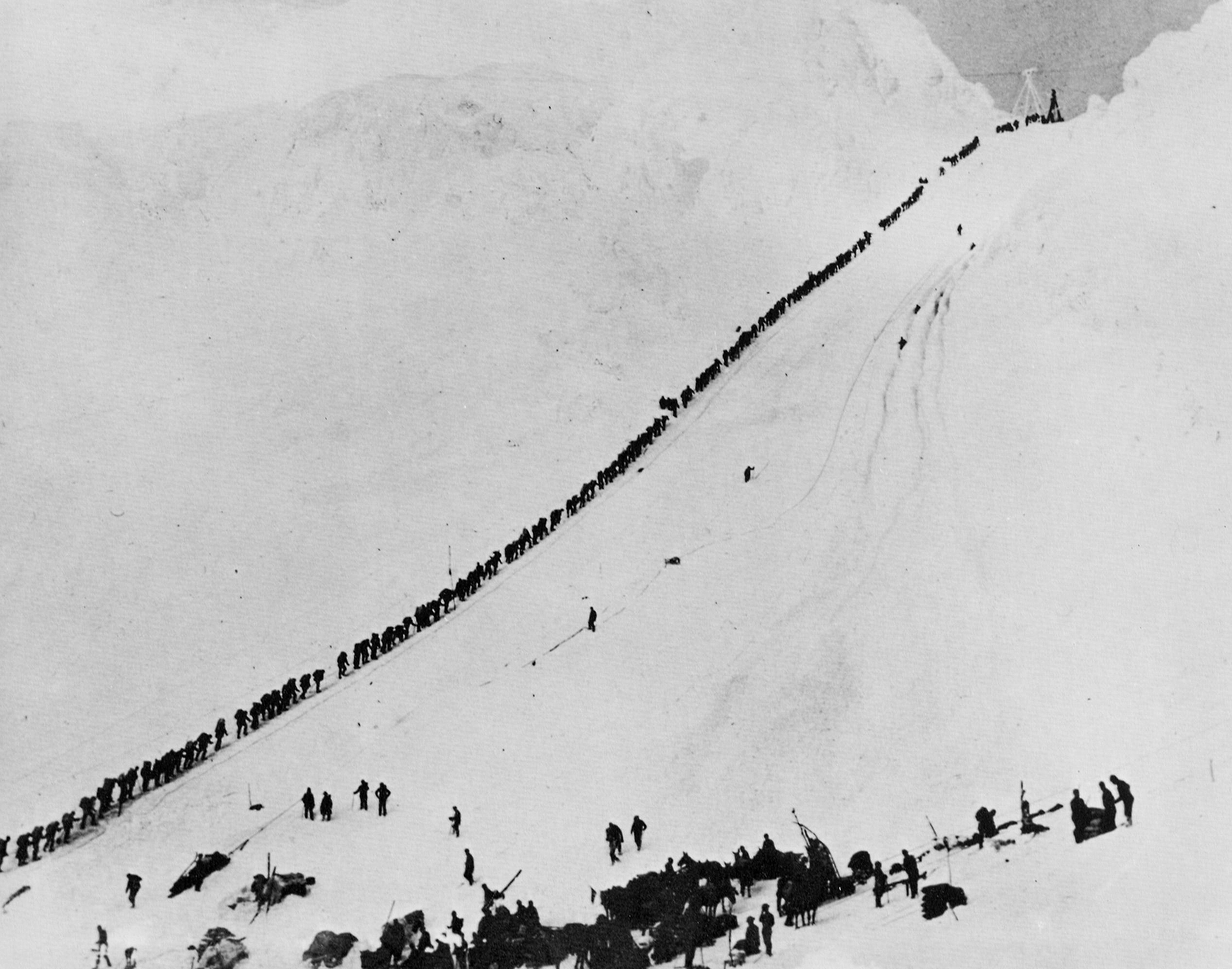
1898年的克朗代克淘金热时期，正在攀登奇尔库特山口成群的矿工和探矿者

在美国统治下的阿拉斯加的首个十年内，锡特卡是阿拉斯加唯一有美国定居者的聚居地。这些人组建阿拉斯加的第一个市政府：“锡特卡临时市政府”，但在法律层面上讲这个政府不合法。法律文件允许阿拉斯加的聚居地合法合并成为城市直到1900年。对于城市被赋予的家乡自治权极其有限或者直接是无效的这种情况直到1959年由阿拉斯加特区变为阿拉斯加州后情况才有所转变。

### 阿拉斯加领地

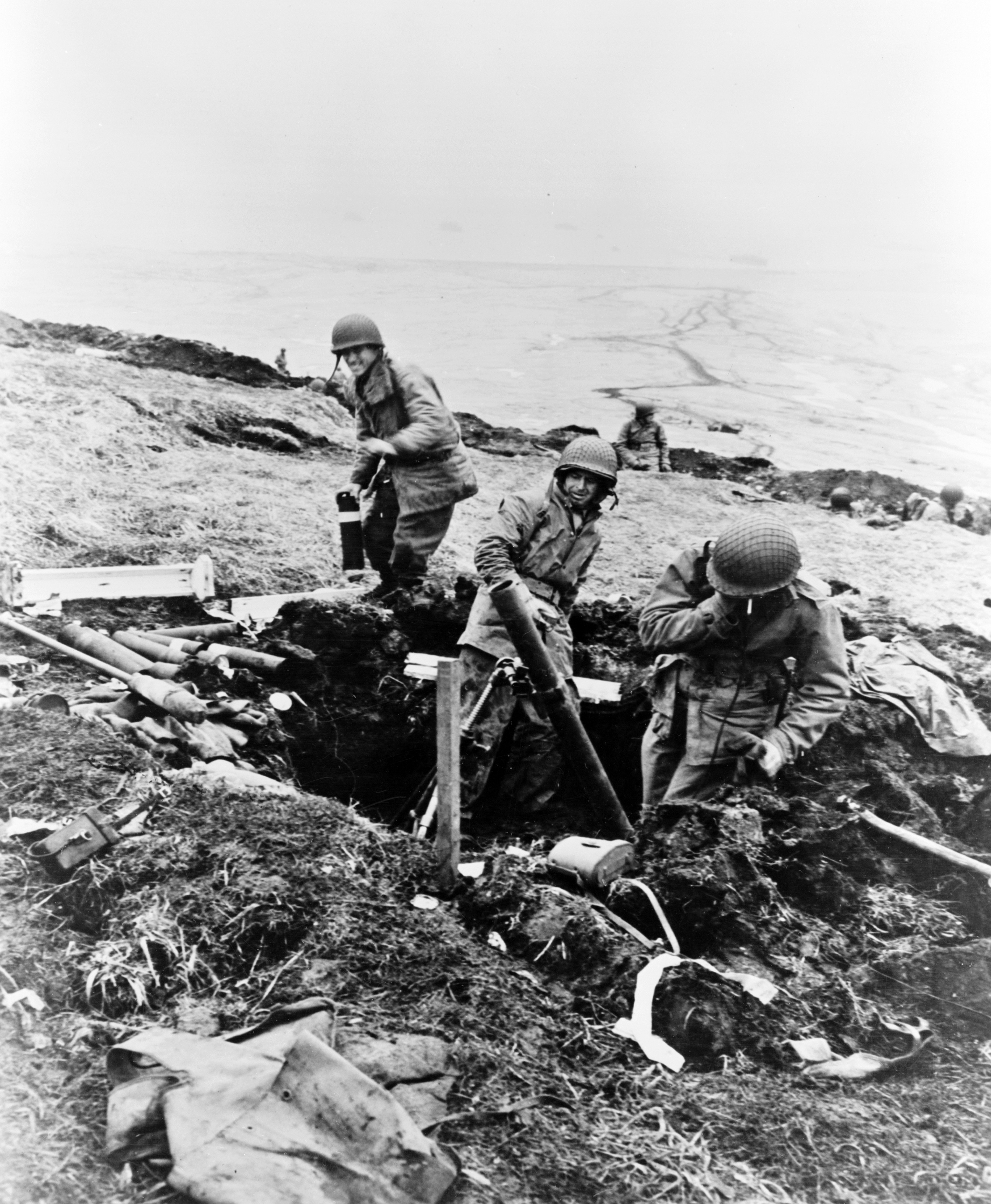
1943年5月阿图岛战役中的美军

自1800年代开始一直到1910年代初在阿拉斯加和育空地区的淘金热吸引了数千名探矿家和探矿者来到阿拉斯加。1912年，阿拉斯加正式以自治的领地合并到美国。在1906年，也是位于亚历山大群岛的城市朱诺取代了锡特卡成为了阿拉斯加的首府。阿拉斯加州长官邸也修建于此年。也有一些移民到美国的挪威人和瑞典人聚居在阿拉斯加，他们主要从事捕鱼和伐木的行业。在第二次世界大戰阿留申群岛战役主要集中在群岛链接最左端的阿图岛、阿加图岛和基斯卡岛，这三座岛遭到日军入侵並被占领。距离三岛最近的乌纳拉斯卡海港因而成为美国空军和海军潜艇重要的基地。
美国在1941年通过租借法案，法案中涉及到了美国飞往阿拉斯加的航线和让苏联的飞行员拥有美国的飞机并渡运飞机到苏德战场参战。二战中美国在阿拉斯加的军事建设基地为阿拉斯加一些城市人口的增长做出了贡献。

### 建州
阿拉斯加成为美国的一个州的原因很大程度上是靠了当时在任早期的美国阿拉斯加联邦地区法院法官詹姆斯·威克沙姆（1857－1939）。几十年后，1946年阿拉斯加领地的公投之后使得阿拉斯加建州运动势头更加不可阻挡。鉴于阿拉斯加戰略及經濟上的重要性，1958年7月7日美国总统德怀特·艾森豪威尔签署了建州法令（Alaska Statehood Act）并由国会批准建州，次年的1月3日阿拉斯加正式成为美国第49个州。

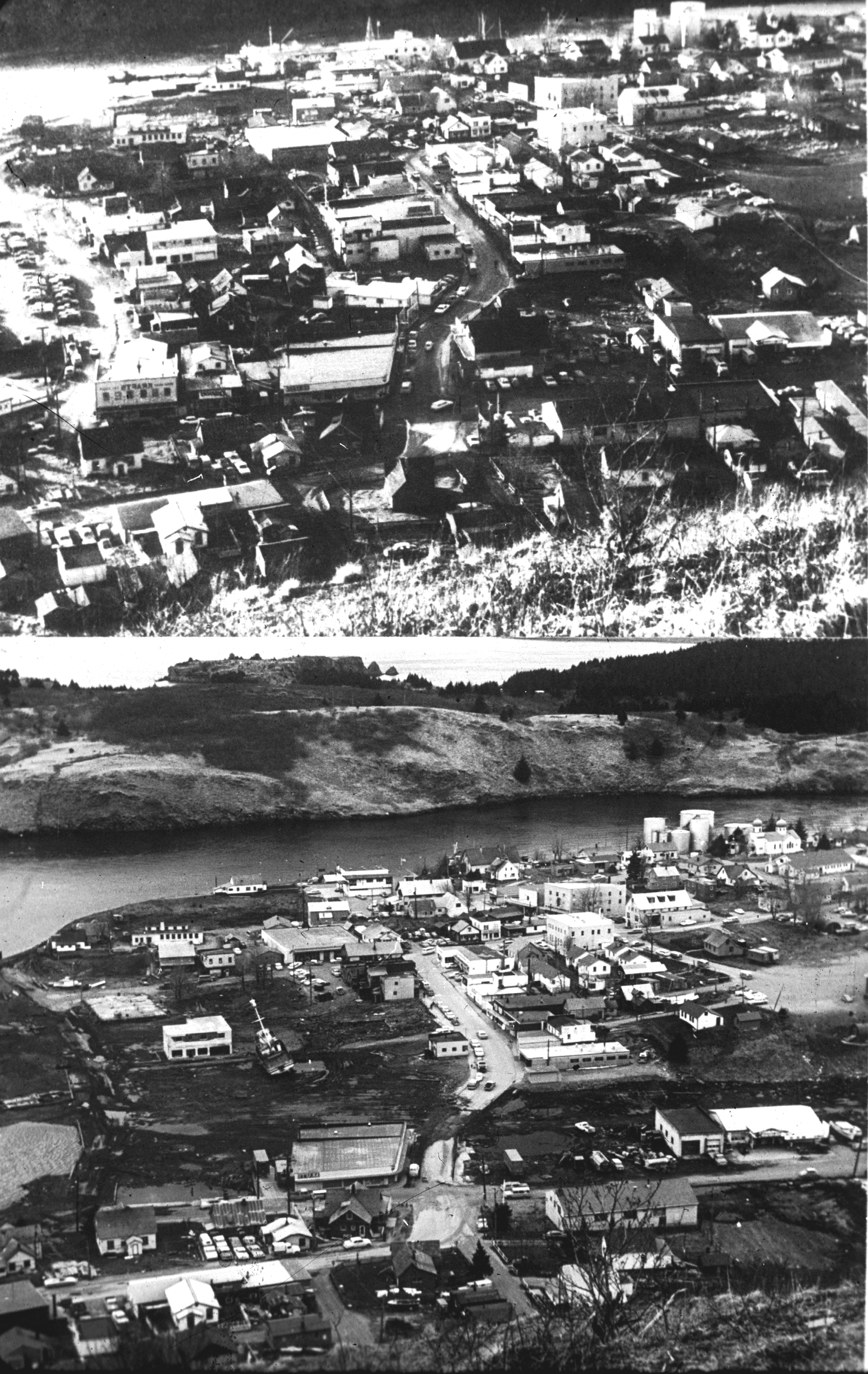
1964年科迪亚克遭受到海啸和接踵而来的耶稣受难日地震的袭击前后对照图

在1960年，美国人口普查局调查到阿拉斯加人口中77.2％是白人、3％的黑人和18.8％的印第安人和阿拉斯加原住民。
在1964年3月27日，阿拉斯加威廉王子湾发生了耶稣受难日地震。地震共致使133人死亡。地震中的海啸和山体滑坡袭击并破坏了一些村庄和沿海地区的一大部分聚居区。这场地震是有史以来第二大地震，矩震级达9.2。
1968年，在阿拉斯加北坡区域的普拉德霍湾发现了大量的石油，在1977年纵贯阿拉斯加管道修建完成更加促进了阿拉斯加石油业的快速发展。从1980年起阿拉斯加石油为州财政提供了着大力的资助，同年，阿拉斯加州政府废除征收所得税制度。
在1989年，美国（1986年－2005年拥有）的埃克森·瓦尔迪兹号油轮在阿拉斯加威廉王子湾触礁，使得1100万美国加仑（42兆升）的原油泄露。在海湾海岸线蔓延长度超过1,800公里。今天在阿拉斯加北坡的北极国家野生动物保护区和阿拉斯加半岛上的佩柏金矿开采石油/矿石还是保护当地环境是个相当大的争议议题。
由于美国國土包含了阿拉斯加，因此能够顺理成章的成为北極理事會成员国、享受北极国家主权权利。現今，許多航空公司還藉由阿拉斯加的機場從亞洲飛往美國東岸，因為這是遠東到美東大圓航線必經之處，是二地最短距離。阿拉斯加還有目前最大的國家導彈防禦系統防禦基地，部署大量先進科技雷達、衛星控制站，可以控制所有美軍陸海空和太空的飛彈攔截裝備。

### 阿拉斯加遗产资源调查
阿拉斯加遗产资源调查（Alaska Heritage Resources Survey）是对阿拉斯加古迹和史前时代的遗址的做出考查并做好记录清单，由历史和考古学事务所维护。记录清单包括了阿拉斯加一般情况下超过了五十年的建筑物、遗址、区域以及旅游方式。在2012年1月31日，已有35,000处列入清单。

## 法律和政府
阿拉斯加的州府是朱諾。阿拉斯加有二名參議院議員和一名眾議院議員。
阿拉斯加有一座全美最高戒備重刑監獄。

## 行政區劃
阿拉斯加與其他美國州份不一樣，並不分作縣，而是分作自治市鎮。州內人口較密集的地區多為阿拉斯加州16個自治市鎮之一，功能與其他州的縣大致相同。然而，與其餘49個州縣級行政區不同，自治市鎮並不完全覆蓋全州所有土地。不屬於任何自治市鎮的地區稱為非建制自治市鎮。
非建制自治市鎮沒有自己的政府，但美國人口普查局與州合作將非建制自治市鎮分成11個人口普查区作為統計分析和介紹之用。而「檔案區」是阿拉斯加州公共檔案的一個行政機制。該州分為34個檔案區，根據州的檔案紀錄員進行中央管理。所有檔案區採用相同的範疇、收費振等，以接納檔案成為公共檔案。
美國多數州份的權加分為三級：州、縣、鎮，但阿拉斯加大部分只有兩級：州、自治市鎮。有鑑於人口密度偏低，多數土地都位於非建制自治市鎮內。一如其名，此處並沒有自治市鎮政府，而是由州政府直接管轄。2000年，阿拉斯加州有57.71%的土地存有此種情況，人口則佔全州13.05%。
安克雷奇在1975年將市政府與大安克雷奇地區自治市鎮合併成為安克雷奇自治市，包括城市本身以及鄰近的鄰里。費爾班克斯則有獨立的自治市鎮（費爾班克斯北極星自治市鎮）以及自治市（費爾班克斯市）。
全州最大城市是安克雷奇，2006年有278,700人，225,744人住在市區。最富有的人均收入最高的地點是比目魚灣（89,895美元）。亞庫塔特、錫特卡、朱諾和安克雷奇分別是美國按面積的四個最大城市。

### 都会区
| 排名 | 都会区名稱     | 人口（2019年估计） | 人口（2010年普查） |
| ---- | -------------- | ------------------ | ------------------ |
| 1    | 安克拉治 MSA   | 396,317            | 380,821            |
| 2    | 费尔班克斯 MSA | 96,849             | 97,581             |
| 3    | 朱诺 μSA       | 32,113             | 31,275             |
| 4    | 克奇坎 μSA     | 13,918             | 13,477             |

## 地理

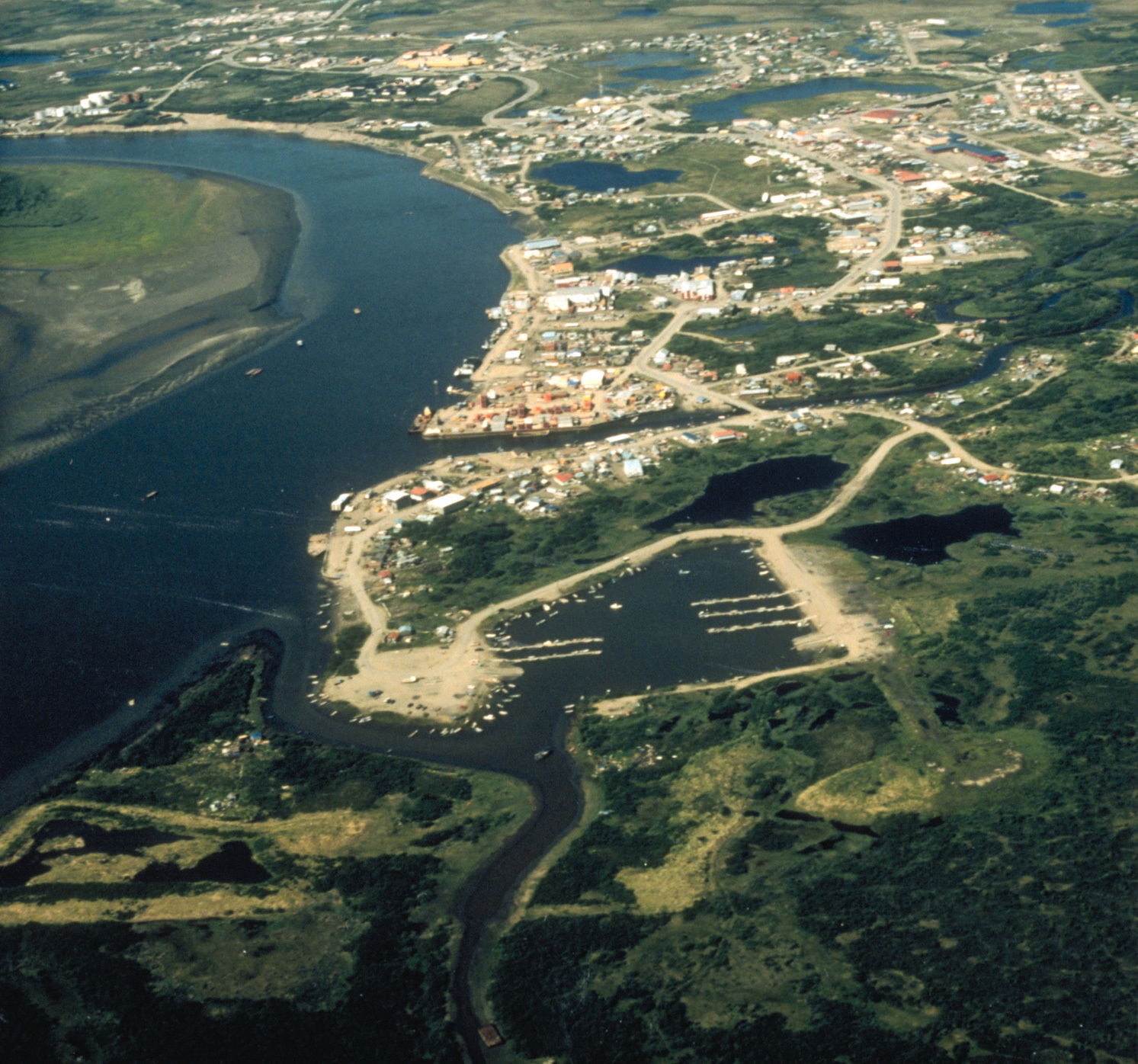
伯特利，非建制自治市鎮和布什 (阿拉斯加州)最大城市

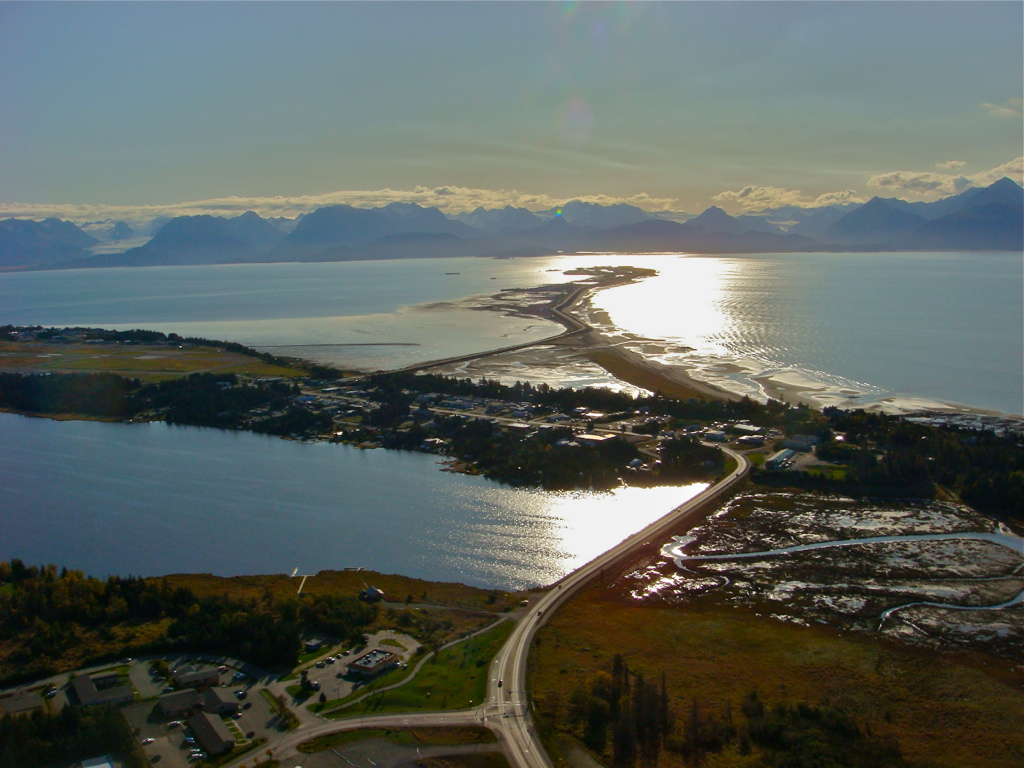
荷馬，下至上顯示下城邊緣、荷馬機場以及荷馬沙咀

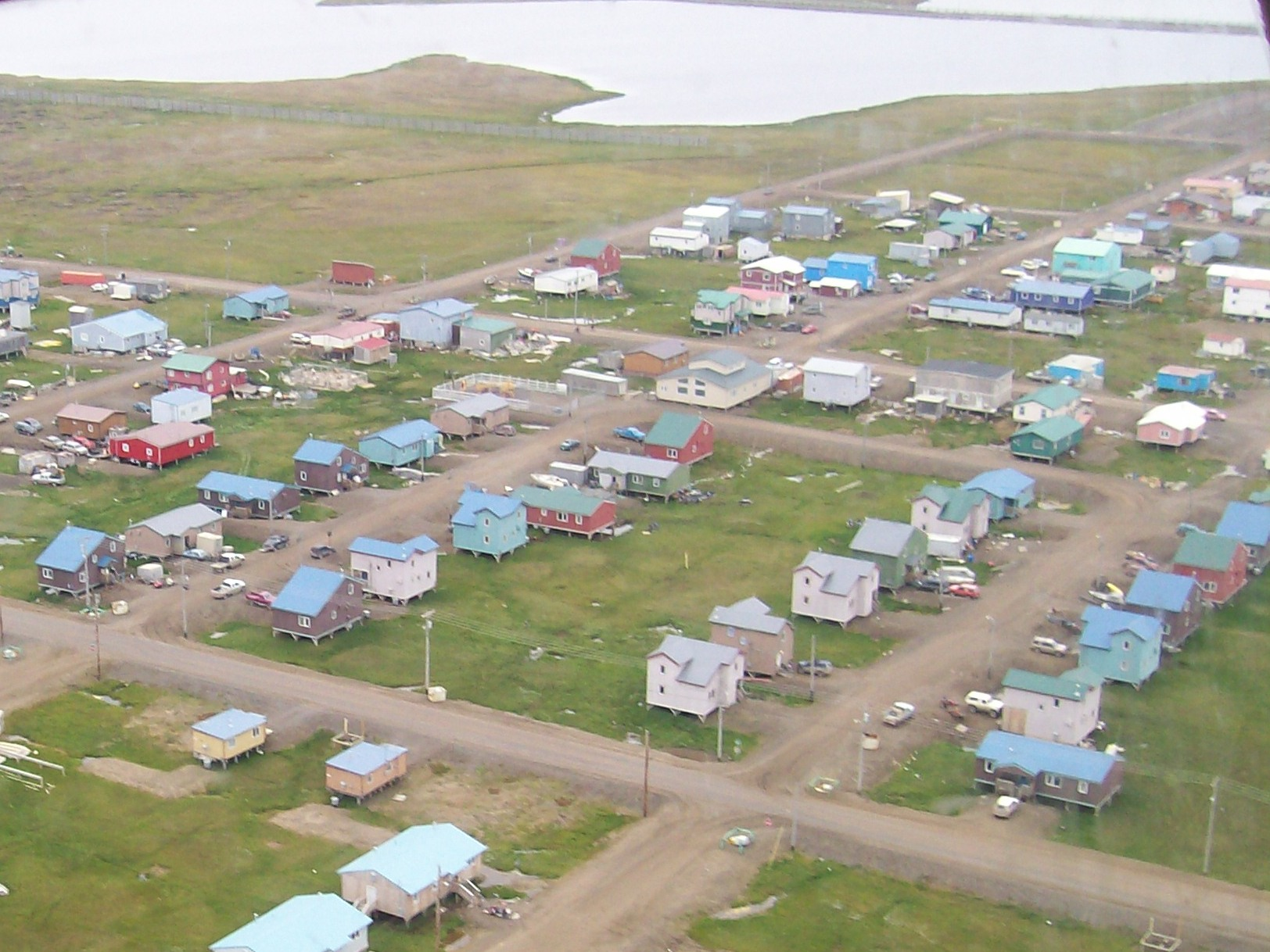
巴羅（近埃本·霍普森中學的布勞爾維爾鄰里），經常被稱作「世界的頂端」，是美國最北端的城市

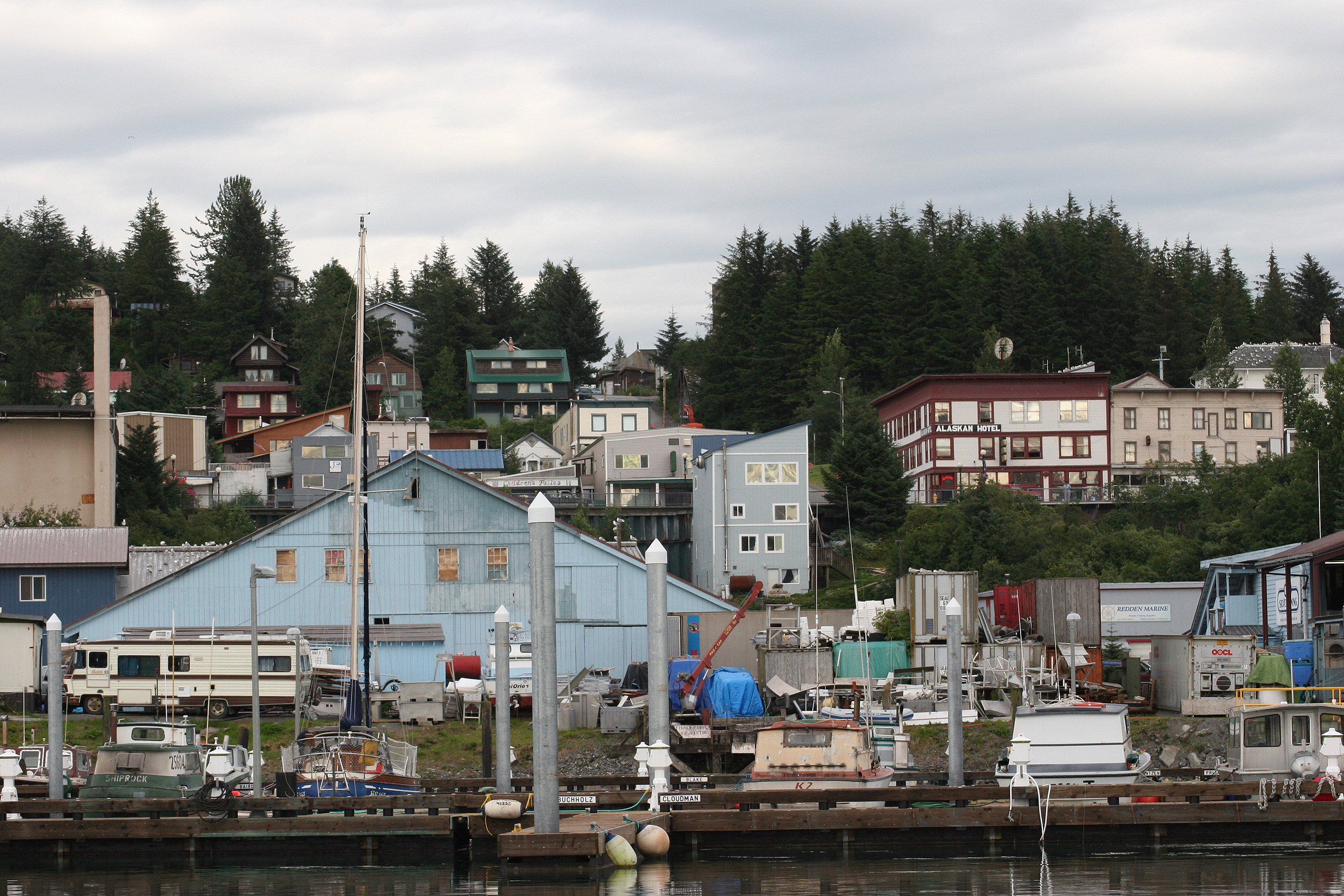
科爾多瓦，20世紀初期興建以支援肯尼科特礦場和科珀河及西北鐵路，兩者關閉後獲保留作為漁業社區

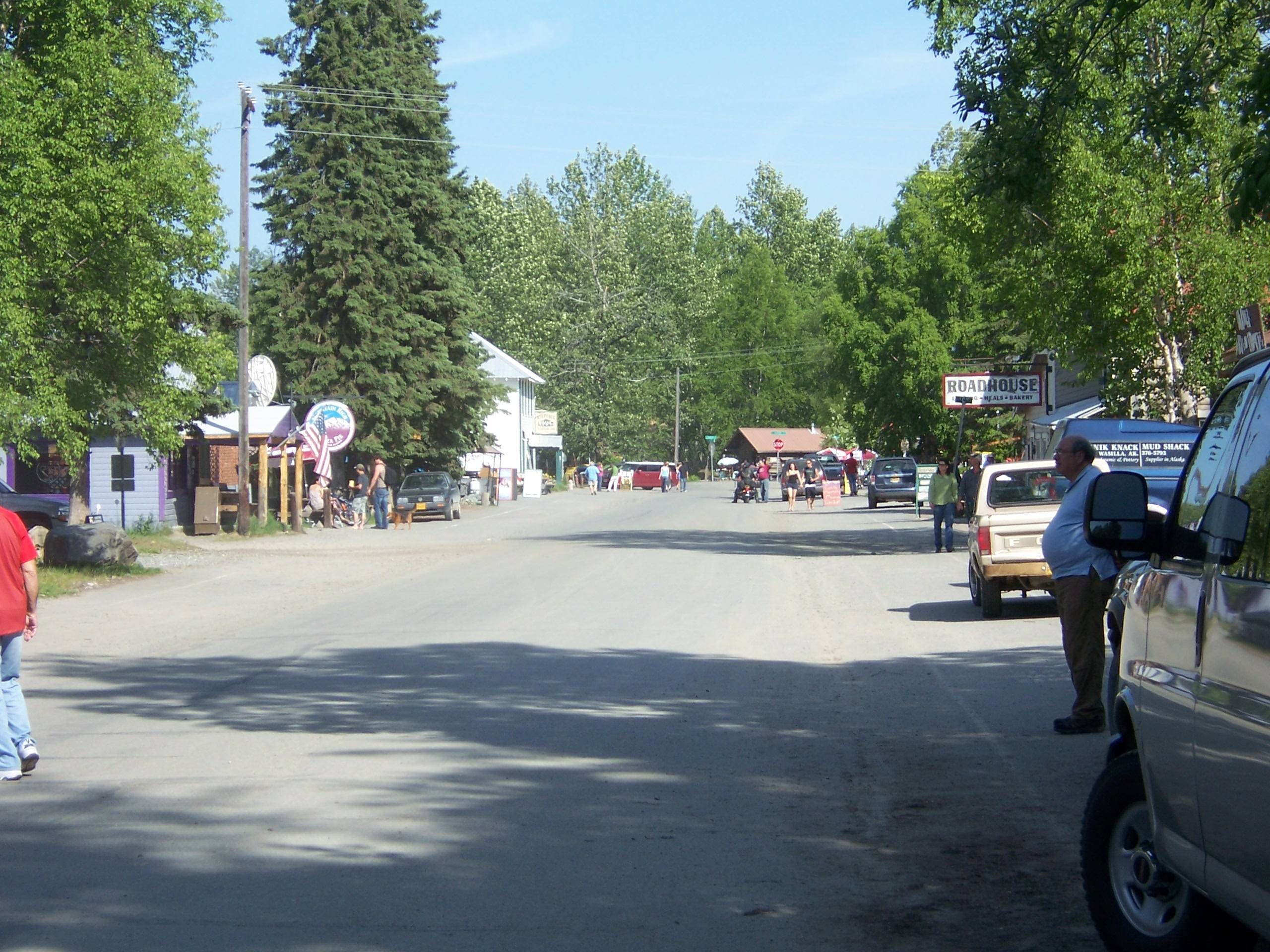
塔基特納大街

阿拉斯加與美國本土48個州

阿拉斯加幅员辽阔，在各州中拥有最长的海岸线。阿拉斯加也是美国在北美洲地區唯一不与任何州份相接的州，阿拉斯加距离华盛顿州有800公里远，與加拿大的育空地方大致以西經140度線為界。美国一句最著名的谚语是：如果把阿拉斯加切成两半，那么德克萨斯就是第三大州（If you cut Alaska in half, Texas is the third largest state），意指阿拉斯加州比面积第二的德克萨斯州大超过一倍。

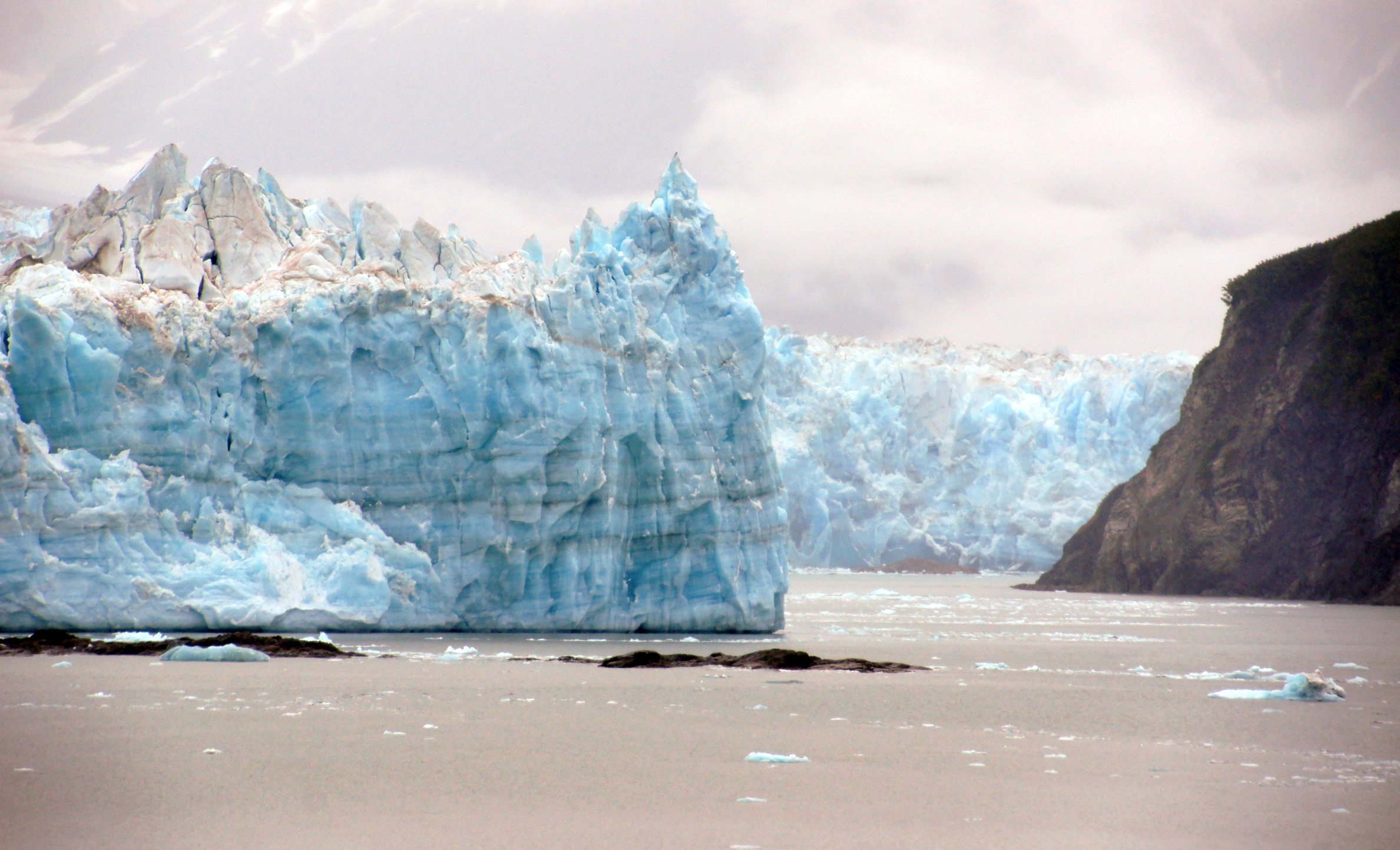
哈伯德冰川

### 气候

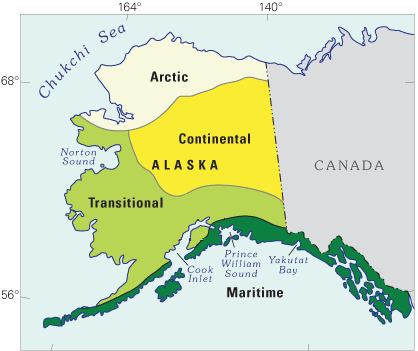
北坡极地气候、内陆大陆性气候、浅绿色过渡气候、南部沿海海洋性气候

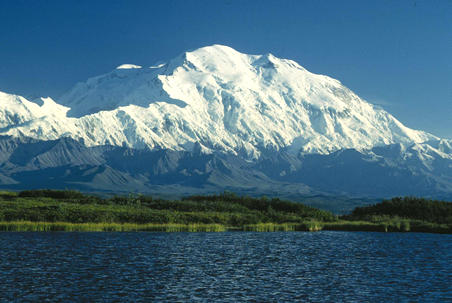
丹奈利峰，阿拉斯加和北美洲的最高峰

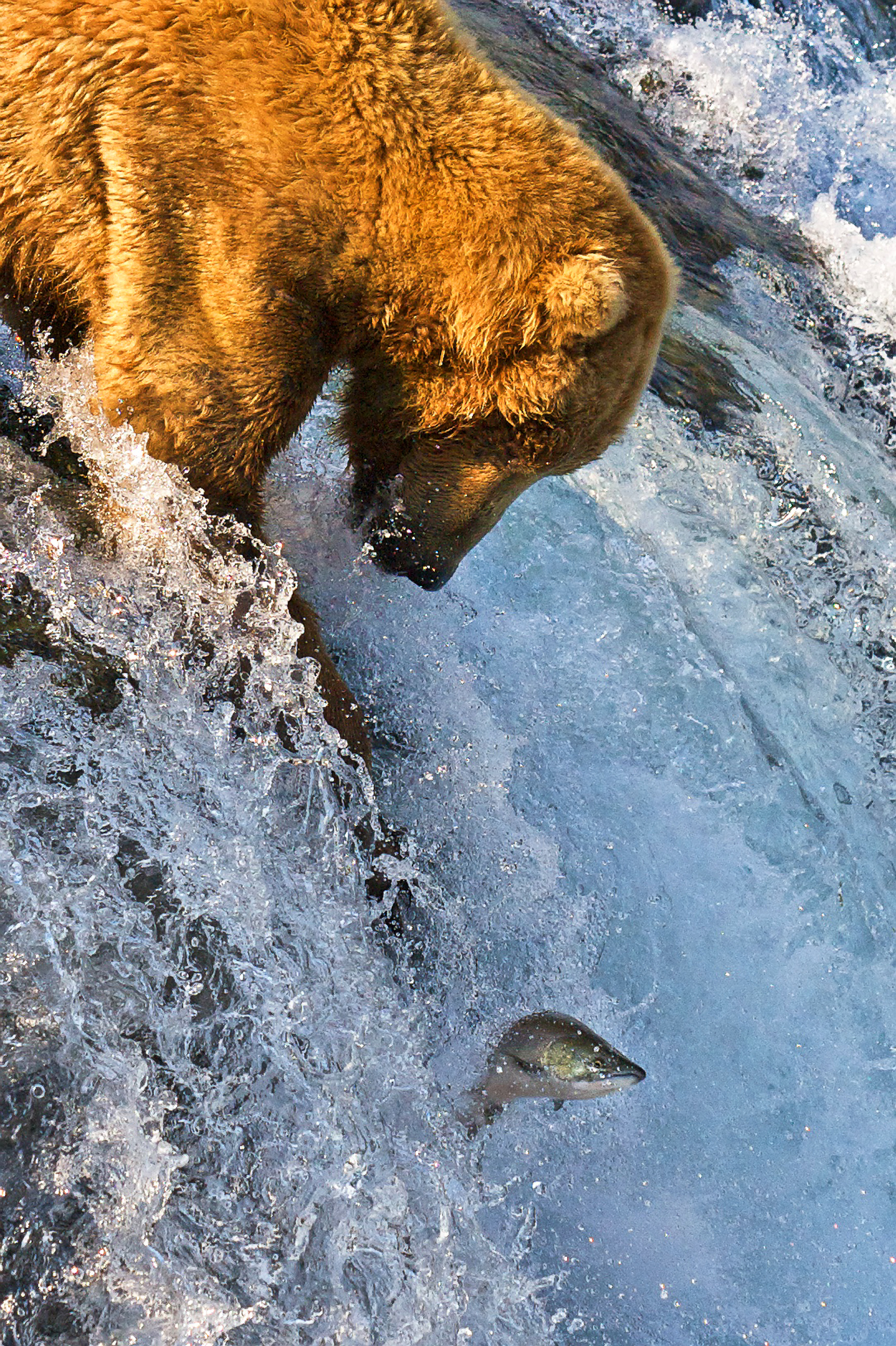
正在卡特迈国家公园和自然保护区布鲁克斯瀑布捕鱼的灰熊

阿拉斯加州南部安克拉治等城市因為受到山脈屏障，相對氣候較暖。中部地區則因為谷地地形，如費爾班克斯市，冬季時常常形成逆溫，再加上副極地氣候的雙重作用，冬季極端低溫常出現在中部地區。至於布魯克斯嶺以及其北方瀕海平原區，如巴羅市，為極地氣候，長年寒冷，只有短暫的夏季。
| 城市         | 一月 (°C)   | 四月 (°C)   | 七月 (°C) | 十月 (°C)  | 全年平均(°C) | 最热月(°C) | 最冷月(°C)  |
| ------------ | ----------- | ----------- | --------- | ---------- | ------------ | ---------- | ----------- |
| 巴罗         | -20.1/-27.7 | -11.3/-19.2 | 9.3/2.0   | -2.9/-8.4  | -6.5/-13.2   | 9.3/2.0    | -20.2/-27.9 |
| 死马         | -22.2/-29.8 | -12.1/-20.3 | 12.8/4.3  | -4.6/-10.7 | -6.8/-13.9   | 12.8/4.3   | -22.2/-29.8 |
| 圣保罗岛     | -1.6/-5.9   | 1.2/-3.3    | 10.8/6.7  | 6.4/1.8    | 4.3/-0.1     | 11.6/7.8   | -1.4/-6.2   |
| 诺姆         | -10.4/-18.9 | -1.4/-8.9   | 14.3/7.9  | 2.2/-3.9   | 1.4/-5.9     | 14.3/7.9   | -10.4/-18.9 |
| 德尔塔章克申 | -14.4/-22.2 | 6.8/-4.7    | 20.9/10.9 | 0.7/-6.9   | 3.7/-5.9     | 20.9/10.9  | -14.4/-22.2 |
| 费尔班克斯   | -17.4/-27.3 | 7.6/-5.7    | 22.6/11.7 | 1.2/-7.6   | 3.6/-7.7     | 22.6/11.7  | -17.4/-27.3 |
| 伯特利       | -10.8/-17.2 | 2.7/-6.0    | 17.6/9.4  | 3.3/-3.1   | 3.6/-4.2     | 17.6/9.4   | -10.8/-17.2 |
| 冷湾         | 0.7/-4.6    | 4.6/-1.2    | 13.4/8.3  | 8.1/2.3    | 6.8/1.3      | 14.0/8.9   | 0.7/-4.6    |
| 荷马         | -0.1/-7.2   | 7.8/-0.4    | 17.3/9.6  | 8.4/0.7    | 8.3/0.6      | 17.3/9.6   | -0.1/-7.2   |
| 科迪亚克     | 2.3/-3.2    | 7.1/0.9     | 16.6/10.3 | 9.1/2.2    | 8.8/2.5      | 17.1/10.2  | 2.3/-3.2    |
| 安克雷奇     | -5.2/-11.7  | 7.3/-1.2    | 19.0/11.6 | 5.6/-0.7   | 6.7/-0.6     | 19.0/11.6  | -5.2/-11.7  |
| 沃尔特港     | 3.3/-0.6    | 8.2/2.1     | 16.3/10.2 | 9.6/4.9    | 9.3/4.1      | 16.3/10.3  | 3.3/-0.6    |
| 乌纳拉斯卡   | 2.9/-1.8    | 5.4/0.3     | 14.1/8.1  | 8.9/3.6    | 8.1/2.6      | 15.2/8.9   | 2.9/-1.8    |
| 锡特卡       | 4.8/0.2     | 9.1/2.9     | 15.9/11.4 | 10.6/5.5   | 10.2/4.9     | 16.7/11.6  | 4.8/0.2     |
| 朱诺         | 0.6/-4.6    | 9.3/0.5     | 17.8/10.1 | 8.5/2.8    | 9.1/2.2      | 17.8/10.1  | 0.6/-4.6    |

### 地形
阿拉斯加州地形為東西向，全州有兩大主要山脈：阿拉斯加山脈與布魯克斯嶺。阿拉斯加山脈是北美落磯山脈延伸出来的一部分，形成北美最高峰，東西向橫亙中南部地區，然後再轉西南，插入海中形成阿留申群島。阿拉斯加山脈的北方有一片地勢較低的谷地，育空河由東方的加拿大育空地區發源，流經這片低谷區域，再向西流入白令海峽。再往北，則是東西向的布魯克斯嶺，地勢比南邊的阿拉斯加山脈低矮。然後往北漸漸降低至海岸平原，上面有許多湖泊。北邊則是北極海。北美最高峰常用的中文翻译为麦金利峰，不过按照阿拉斯加当地的习惯及官方名稱，应叫作迪纳利峰，意思是最高峰。

### 地域分區
虽然没有正式的对阿拉斯加不同区域有所区分，但有六种被广泛接受的分法：南中部、南东部、南西部、内陆地区、北坡和阿留申群岛区域。

#### 南中部
南中部地区是阿拉斯加人口最集中的区域，包含了安克雷奇、马塔努斯卡河-苏西特纳河流域和基奈半岛。阿拉斯加山脉以南地区和兰格尔山脉以西都的无人居住的地区也在南中部范围内。威廉王子湾地区、科尔多瓦和瓦尔迪兹城市群也属于该范围。

#### 南东部
阿拉斯加南东部区域即阿拉斯加狭地，是阿拉斯加最接近于美国本土的区域。也是在阿拉斯加易手后几年内最初定居点聚集的地区。该地区主要由亚历山大群岛和美国最大的国家森林汤加斯国家森林组成。阿拉斯加的首府朱诺、前首府锡特卡和克奇坎(曾為阿拉斯加最大城市)都在此区域。由于地形原因，普通公路无法全部连通（只有海恩斯、锡特卡和克奇坎三座城市才有阿拉斯加公路连接），因而阿拉斯加海上公路系統为这个区域提供了极其重要的地面交通运输。

#### 内陆地区
内陆地区是阿拉斯加最大的一个区域，且该区域大多数地方都是无人区，生态十分好。费尔班克斯是该地区唯一的大城市。一些城镇和小村落分散在有公路或者河流沿岸的地区。北美洲最高峰丹奈利峰和迪纳利国家公园和保留区都位于此区域。

#### 南西部
南西部地区人口稀疏，人口多分布在海岸地区。其内陆部分距离白令海有800公里远，阿拉斯加州第一大岛科迪亚克岛就位于此区域。此区域也有世界上较大的三角洲育空－库斯科奎姆三角洲（129,500平方公里)。另外还有位于此区域的阿拉斯加半岛，半岛其余部分属于阿留申群岛区域（见下文）。

#### 北坡
阿拉斯加北坡区域大部分被冻土所覆盖，有零星村庄分布。这地区以有丰富的石油储量，阿拉斯加国家石油储备区（National Petroleum Reserve–Alaska）和普拉德霍湾油田就位于此地，北坡也因此而知名。

#### 阿留申群岛
该区域是由超过300座大小火山岛屿组成的群岛链，该岛链于北太平洋蔓延1,900公里长，末端临近俄罗斯的勘察加半岛。国际日期变更线也因为此群岛而转了一个弯来使阿拉斯加州和整个北美大陆属于相同的法定时区。由于一些岛屿位于东半球，使得阿拉斯加成为美国最北端的、最东端的、最西端的州份（最南的州份是夏威夷）。群岛中末端的阿图岛和基斯卡岛曾在二战中被日军所占领。

## 经济

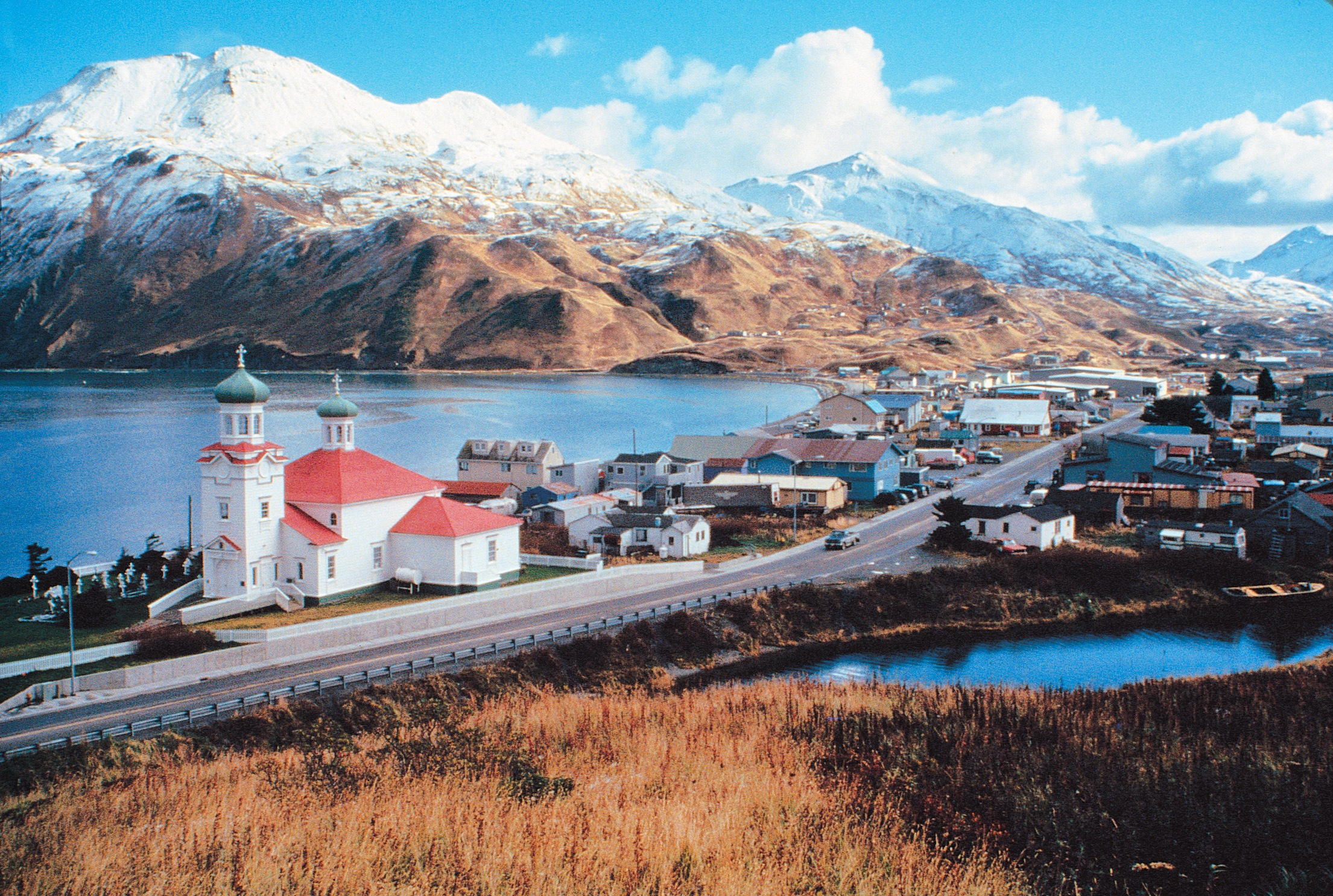
烏納拉斯卡市

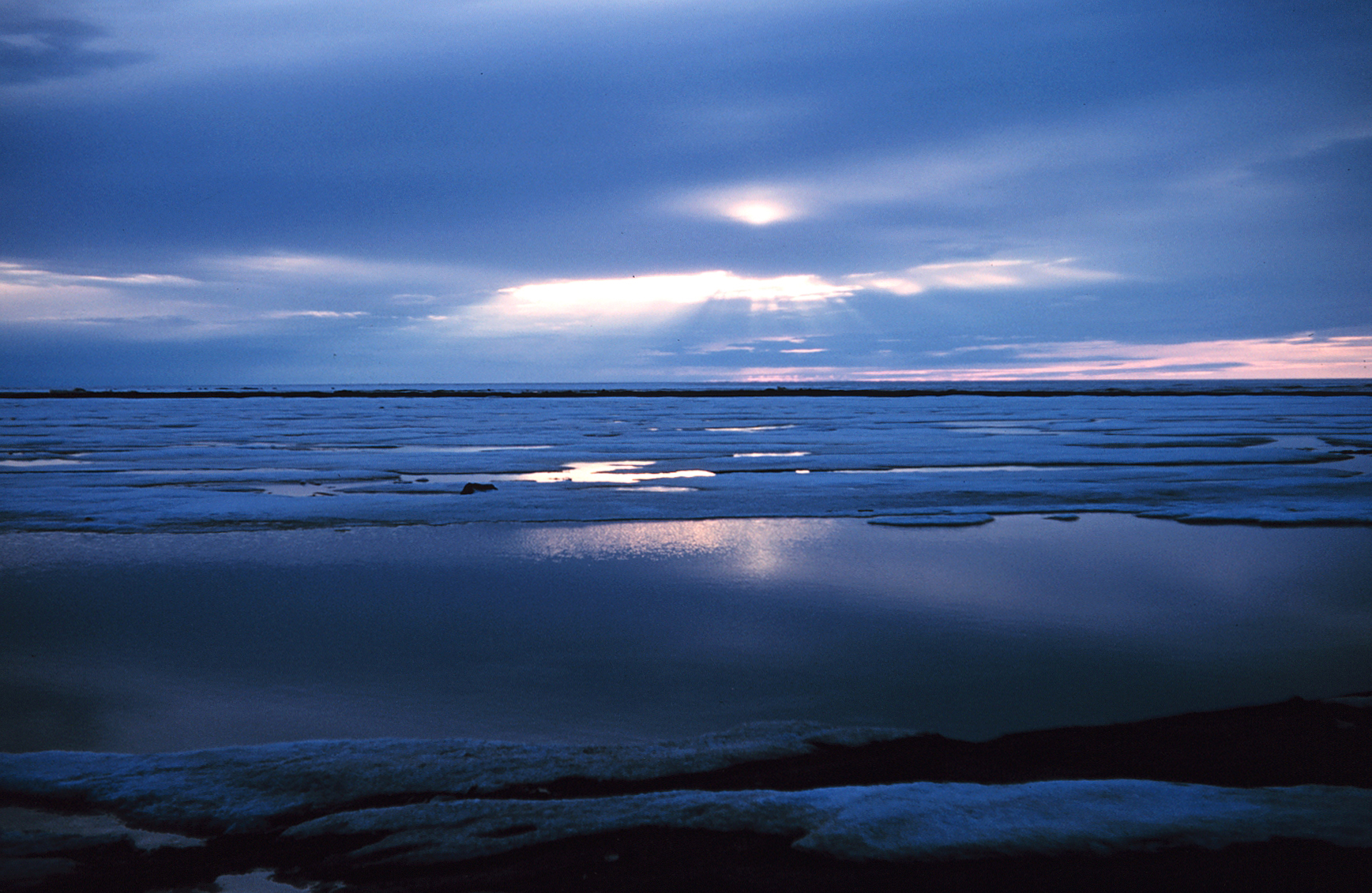
波弗特海邊

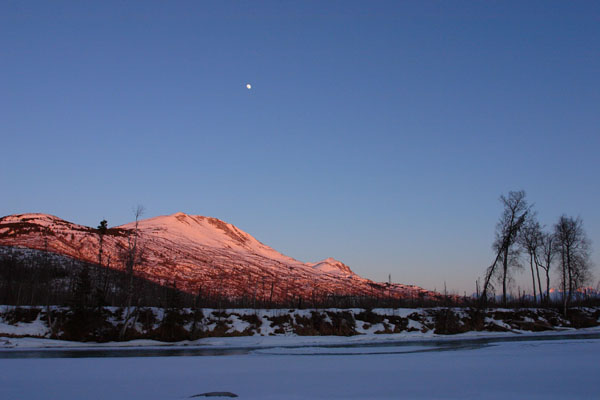
大冰原公路

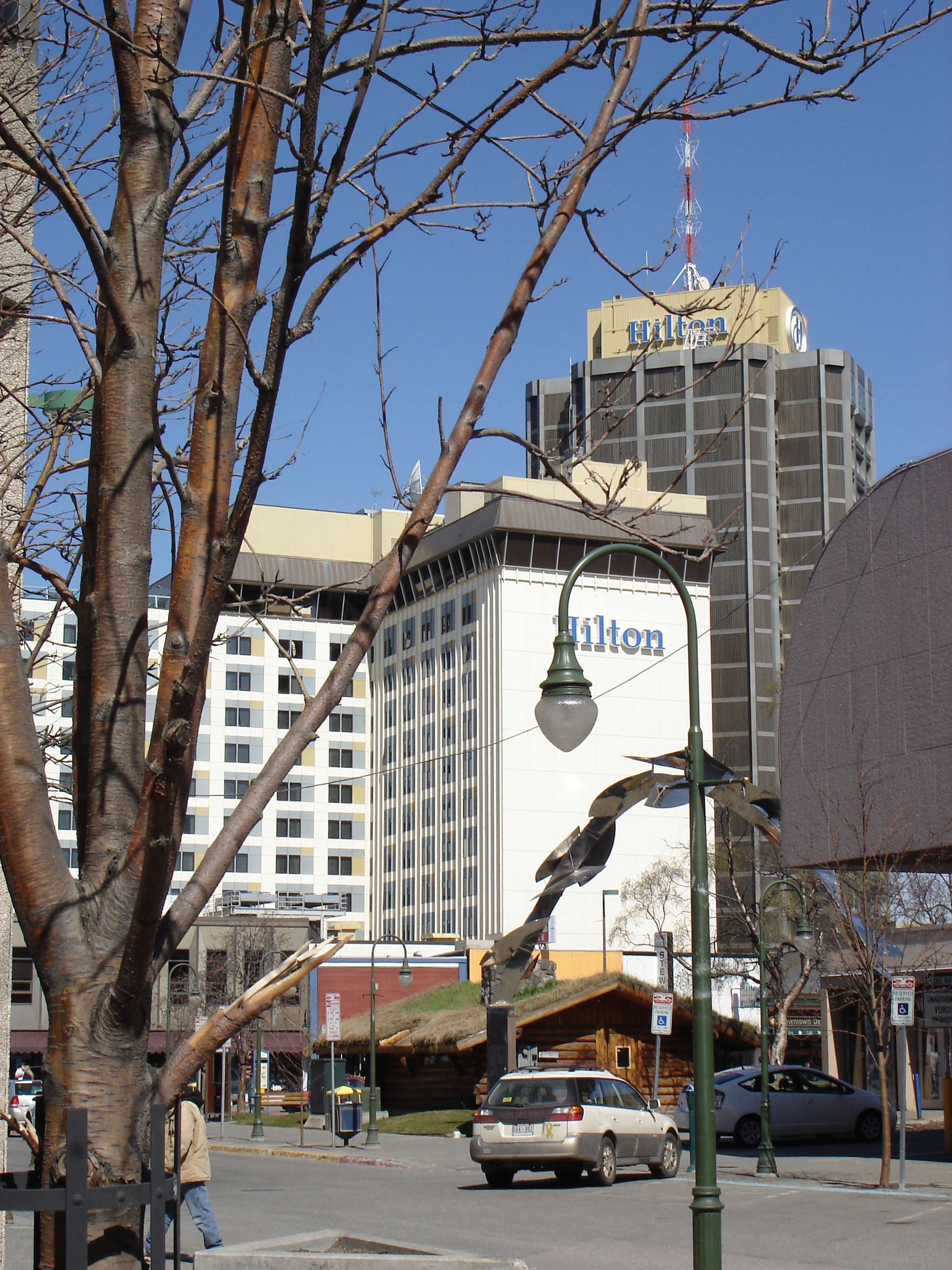
安克拉治

2010年，阿拉斯加的GDP为456亿美元，在50个州中名列第46。而人均GDP则高达65,143美元，列各州第2位（仅次于特拉华州）。2014年阿拉斯加失业率为6.4％。
根據2013年財富管理公司鳳凰行銷國際（Phoenix Marketing International）的研究顯示，阿拉斯加州內百萬富翁家庭總數的比率為6.75％，在美國全國內排名第五。石油和天然氣等資源開採業佔阿拉斯加州的經濟主導地位，開採石油的收入佔阿拉斯加州的經濟產值超過80 ％。
除石油，天然氣等資源外，阿拉斯加的主要出口產品是海鮮，其中又以鮭魚、鱈魚和螃蟹為主。
農業只佔阿拉斯加經濟的一小部分，主要市場是滿足州內的需求。農業生產包括苗木，奶製品，蔬菜和畜牧。製造業亦是有限的，大多數食物和日常生活用品都是從其他地方進口。
州內的就業市場，主要是在政府公職，以及與自然資源的開採，運輸和交通等相關的行業。而在費爾班克斯和安克雷奇兩個城市，因軍事基地、航空業所衍生的產業則是其經濟產值中顯著的組成部分。
阿拉斯加州的工業輸出主要是原油、天然氣、煤、金、貴金屬、鋅、海產加工、木材和木製品等。服務和旅遊業的產值也越來越大，尤其遊客在當地的住宿，亦有助促進經濟。
美國聯邦政府的補貼也是州內經濟的一個重要組成部分，使阿拉斯加是全美3个没有州税的州之一。
阿拉斯加永久居民或者公民每人可以得到分红，这是全美独特的，分红来自阿拉斯加永久基金，这笔基金用来反复投资，分红只占收益的一小部分，2003年阿拉斯加永久基金达到250亿美元。2000年每人分红一度达到2,000美元左右。
阿拉斯加是全美私人飞机拥有量最高的州，足見此地交通的情況。全州四分之一的人口居住在安克拉治。「安克拉治」的意思是落锚港，安全港的意思。
阿拉斯加拥有世界最好的狩猎和钓鱼场所。国家公园数量全美第一。

### 能源经济
儘管其石油儲量已消耗了不少，阿拉斯加仍擁有豐富的能源資源。主要的石油和天然氣儲藏在阿拉斯加北坡和庫克灣盆地。美国石油产量的20%一度出自阿拉斯加州。根據美國能源信息管理局，2014年阿拉斯加在全國的原油產量已下降到第四位，排在得克薩斯州，北達科他州與加利福尼亞州以後。位於阿拉斯加北坡的普拉德霍灣還是在美國第二高收益的油田，通常每天生產約40萬桶（64,000立方米）。普拉德霍灣是有史以來發現的北美最大的常規油田，但比起加拿大的阿薩巴斯卡的非常規石油生產，普拉德霍灣的生產就小得多了。（阿薩巴斯卡在2014年每天生產約150萬，即240,000立方米桶原油，並且仍有幾百年可生產石油的儲備。）
跨阿拉斯加的輸油管道每天最多可泵送原油210萬桶（330,000立方米），這亦是超過美國其他的原油管道。此外，阿拉斯加亦蘊藏大量的煤炭儲量，如煙煤，亞煙煤，褐煤煤田。據美國地質調查局估計，在阿拉斯加北坡，約尚有2,420立方公里的天然氣水合物尚未被發掘，而且屬於技術上可開採的天然氣。州內眾多的河流﹐使阿拉斯加還具有開發水力發電的潛力。阿拉斯加漫長的海岸線，同樣具有開發風能和地熱能源的潛力。
阿拉斯加的經濟嚴重依賴於日益昂貴的供熱燃料，交通，電力和電光源。儘管全州的風力和水力發電是能源系統豐富且尚未開發，但由於低油價，距離長和人口少等因素，新能源的開發在2001年的報告中仍被判定為不合適。今天在阿拉斯加州的城市地區內，一加侖汽油的成本通常是高於全國平均水平30-60美分，而在郊外地區價格一般都顯著較高，但差異較大，主要取決於運輸成本，季節性使用高峰，附近的石油開採基礎設施等諸多因素。
阿拉斯加石油探明儲量達到頂峰於1978年，但自那時以來，儲量已經下降60％以上。1988年阿拉斯加石油產量達到頂峰，但此後產量便一直下降超過65％。在2014年二月，阿拉斯加境內生產的石油位列全美第4位。

## 人口和种族
| 调查年                                                                                | 人口    | 备注 | %±     |
| ------------------------------------------------------------------------------------- | ------- | ---- | ------ |
| 1880                                                                                  | 33,426  |      | —      |
| 1890                                                                                  | 32,052  |      | −4.1%  |
| 1900                                                                                  | 63,592  |      | 98.4%  |
| 1910                                                                                  | 64,356  |      | 1.2%   |
| 1920                                                                                  | 55,036  |      | −14.5% |
| 1930                                                                                  | 59,278  |      | 7.7%   |
| 1940                                                                                  | 72,524  |      | 22.3%  |
| 1950                                                                                  | 128,643 |      | 77.4%  |
| 1960                                                                                  | 226,167 |      | 75.8%  |
| 1970                                                                                  | 300,382 |      | 32.8%  |
| 1980                                                                                  | 401,851 |      | 33.8%  |
| 1990                                                                                  | 550,043 |      | 36.9%  |
| 2000                                                                                  | 626,932 |      | 14.0%  |
| 2010                                                                                  | 710,231 |      | 13.3%  |
| 2020                                                                                  | 733,391 |      | 3.3%   |
| 1930 and 1940 censuses taken in preceding autumn Sources: 1910–2020, US Census Bureau |         |      |        |

2013年7月1日該州人口估计為735,132人，较2010年美国人口普查，人口增长了3.5％。在2010年，阿拉斯加的人口710,231人，排行47，高于北达科他州、佛蒙特州、怀俄明州和华盛顿特区。阿拉斯加人口密度平均每平方公里1.2人，是美国人口密度最稀疏的地方。
| 种族                     | 1990  | 2000  | 2010  | 2020  |
| ------------------------ | ----- | ----- | ----- | ----- |
| 白种人                   | 75.5% | 69.3% | 66.7% | 59.4% |
| 印第安人及美洲本土人     | 15.6% | 15.6% | 14.8% | 15.2% |
| 亚洲人                   | 3.6%  | 4.0%  | 5.4%  | 6.0%  |
| 黑人                     | 4.1%  | 3.5%  | 3.3%  | 3.0%  |
| 波利尼西亚人及太平洋岛民 | -     | 0.5%  | 1.0%  | 1.7%  |
| 其他                     | 1.2%  | 1.6%  | 1.6%  | 2.5%  |
| 混血儿                   | -     | 5.5%  | 7.3%  | 12.2% |

在2020年，阿拉斯加各種族人口佔最高為白人佔59.4%，其次印第安人和原住民佔15.2%，亞裔人佔6.0%，黑人佔3.0%，混血兒佔12.2%。在2015至2019年間，主要西班牙裔和拉丁美洲種族為墨西哥裔美國人、波多黎各裔美國人及古巴裔美國人。而主要亞洲種族為菲律賓裔美國人、韓裔美國人、日裔美國人以及華裔美國人。

## 教育

### 大学
詳見阿拉斯加州學院和大學列表

## 体育

### 冰球
- 全國大學體育協會
  - 阿拉斯加大学东南分校（University of Alaska Southeast）

## 交通

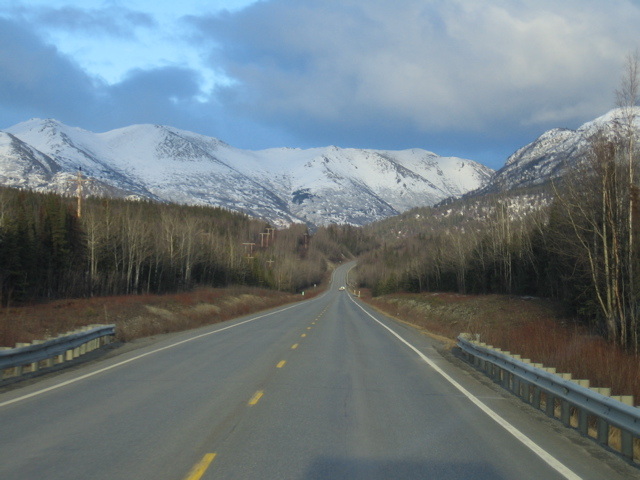
史特靈公路近史瓦德公路交接點

### 道路

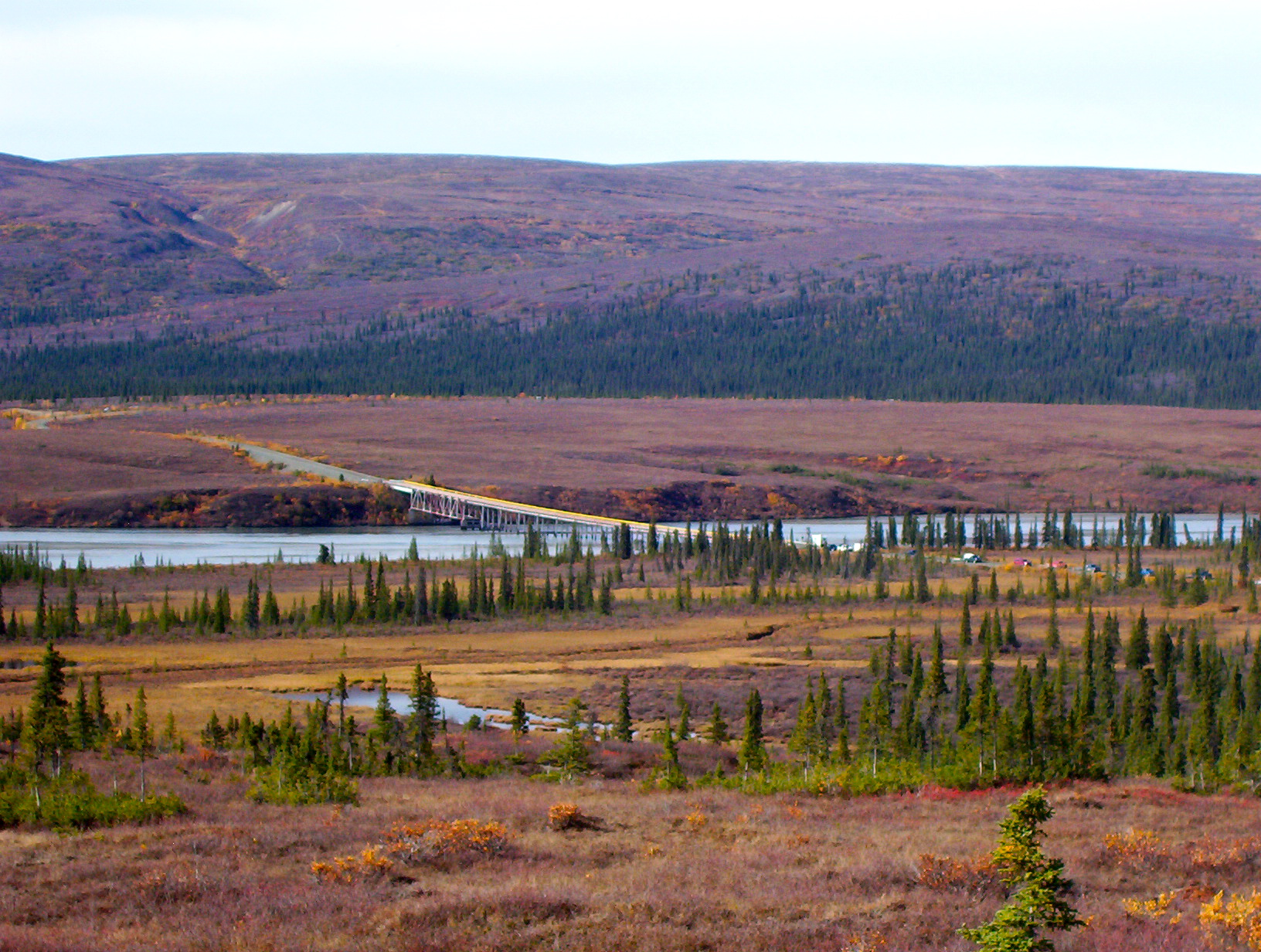
迪納利公路上的蘇西特納河大橋，全長1,036英呎

阿拉斯加州際公路

阿拉斯加比美國其餘部分更少道路連接。該州道路系統只覆蓋州內較少的地區，連接人口中心和阿拉斯加公路，該公路由州內通往加拿大。州府朱諾無法以道路通行，只可使用汽車渡輪。州內已經長期辯論應否將首府移動到有道路系統的城市，或者自海恩斯興建道路連接幾十年。阿拉斯加西部沒有任何道路與阿拉斯加其餘社區連接。
阿拉斯加公路系統其中一個特點是安頓·安德森紀念隧道，是一條已有的阿拉斯加鐵路隧道，近年升級成為柏油路以連接被孤立的社區威廉王子灣上的惠蒂爾至史瓦德公路上的波蒂奇，位於安克雷奇東南面50英哩。該隧道是全北美洲最長的公路隧道直至2007年為止。隧道也是北美洲最長的公鐵兩用隧道。

### 鐵路

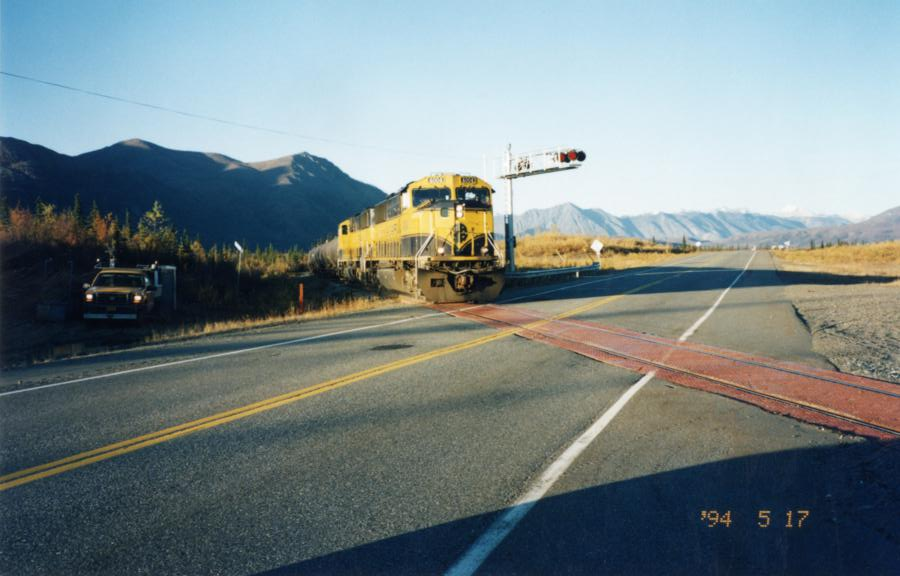
一列阿拉斯加鐵路火車頭和罐車在1994年橫跨喬治公園公路

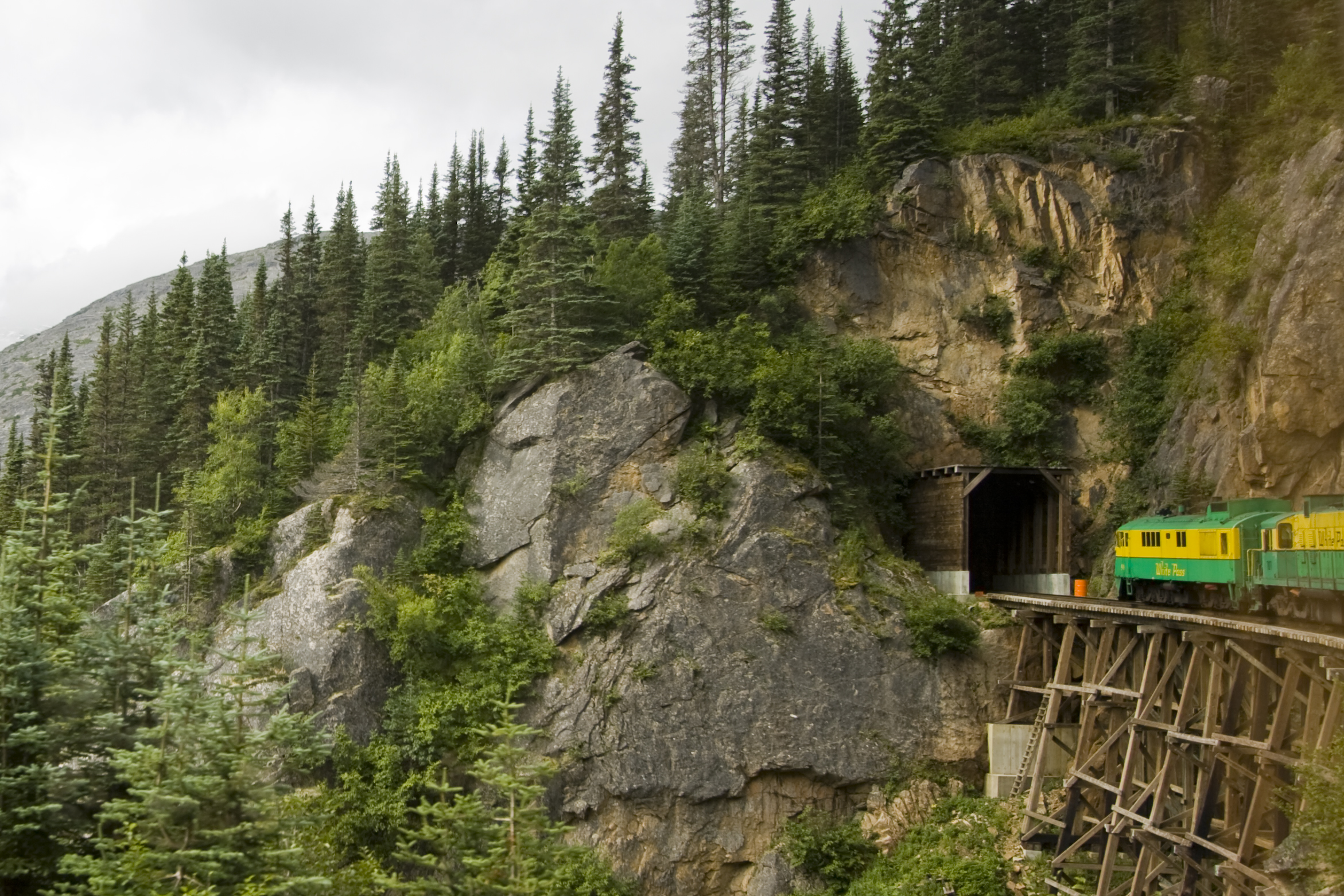
懷特山口與育空鐵路近美加邊界的史凱威以北橫穿崎嶇地形

建於約1915年，阿拉斯加铁路20世紀期間為阿拉斯加的發展扮演了重要角色。它由北太平洋開始連接史瓦德通過阿拉斯加中南部至阿拉斯加內陸，通過安克雷奇、伊克盧特納、瓦希拉、塔基特納、迪納利與費爾班克斯，另有支線通往惠蒂爾、帕爾默及北極。阿拉斯加鐵路軌道服務的城市、市鎮、村莊和地區稱為「鐵路帶」，然而近年不斷改善的柏油公路系統開始減低鐵路在阿拉斯加經濟的重要性。
鐵路在阿拉斯加的發展發揮了關鍵作用，將貨物運往阿拉斯加，同時也將天然資源南運。乘客列車則主要是夏天旅遊時服務。
阿拉斯加鐵路也是北美洲最後使用守車的鐵路，在部分碎石列車仍然使用。它繼續提供美國境內最後的招呼站的鐵路線。塔基特納以北近60英哩的軌道仍無法以道路通過，鐵路提供該處郊區家庭唯一的交通運輸。1970年代公園公路興建以前，鐵路沿線幾乎只有鐵路本身可以使用。
阿拉斯加東南部北面，懷特山口與育空鐵路也自史凱威通過全州，北行進入加拿大不列顛哥倫比亞省和育空地區，橫跨在白隘口山峰。此線現時多由抵達史凱威的旅客使用。1983年英國廣播公司電視節目《偉大小鐵路》。
阿拉斯加鐵路網並不與其他鐵路連接。2000年，美國國會批出600萬美元研究以鐵路連接阿拉斯加、加拿大和美國48州的可行性。
阿拉斯加海上鐵路提供汽車渡船來往惠蒂爾和西雅圖。

### 海上
州內許多城市、城鎮和村莊並沒有道路或公路連接，唯一的抵達方式是經由海路或空路。

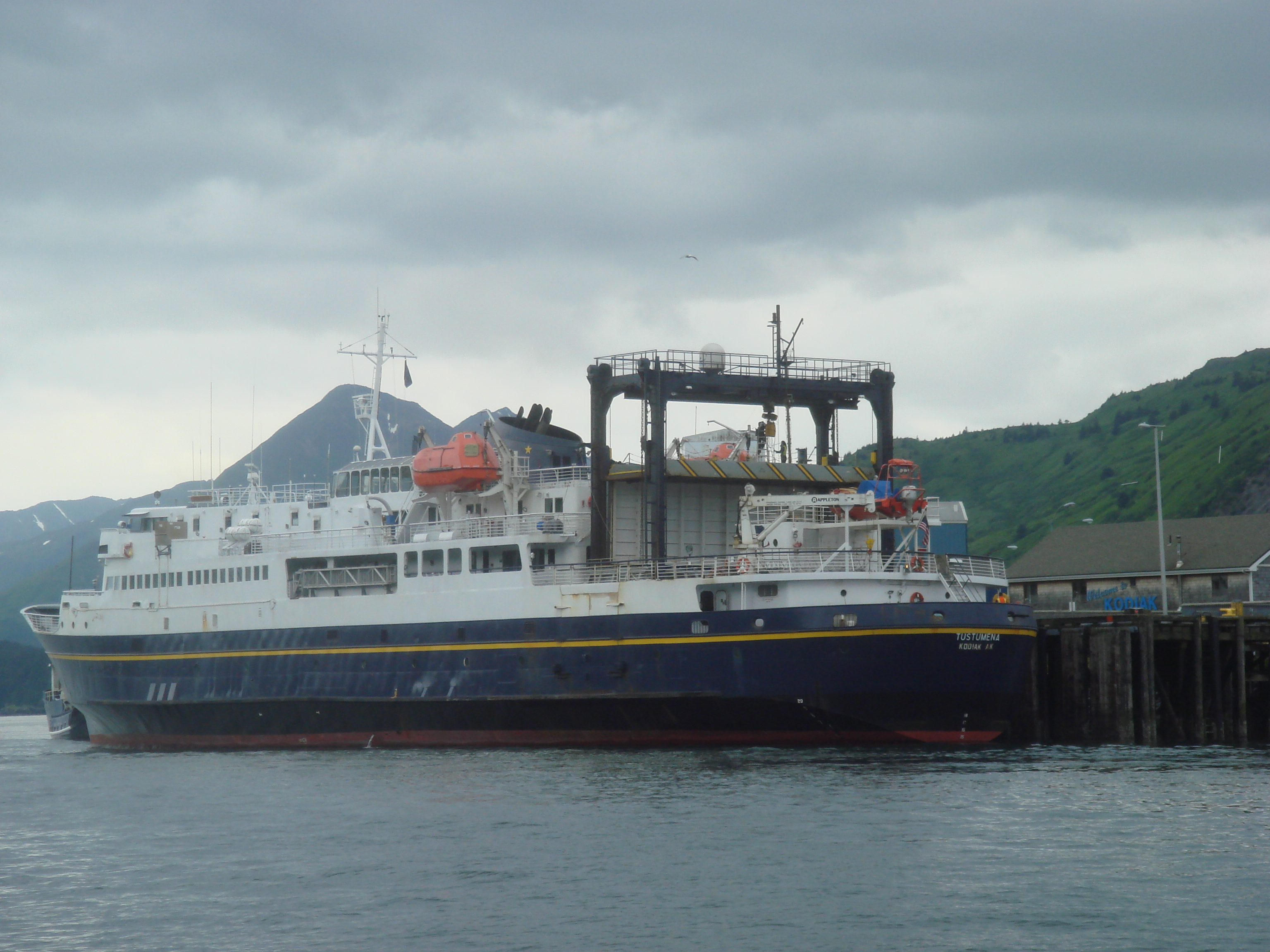
MV特斯特米納（以特斯特米納冰河命名）是州內許多渡輪其中一艘，來往基奈半島、科迪亞克島及阿留申群島

阿拉斯加有發達的州立渡輪系統（又稱阿拉斯加海上公路系統）服務東南部城市，海灣海岸及阿拉斯加半島。渡輪同時運送汽車和乘客。系統還營運由貝靈厄姆和加拿大魯珀特王子港通過內側水道前往史凱威。島際渡輪管理局亦服務許多位於威爾士親王島許多社區的重要水道連接，以及與阿拉斯加水上公路協調一致。
近年來遊輪創製了夏季旅遊市場，主要連接太平洋西北地區至阿拉斯加東南部，有時也包括阿拉斯加海灣海岸。克奇坎在夏天日子人口暴增至超過10,000人，達到四艘大型遊輪的載客量，以釋放數以千計的乘客。

### 航空
沒有道路、海路或河道可以到達的城市只可利用飛機、徒步、狗拉雪橇或雪上車到達。布什航空服務對阿拉斯加來說還是新奇的事物。安克雷奇以及費爾班克斯都有許多主要航線。受限於公路不足，航空繼續維持進出阿拉斯加州最有效的方式。安克雷奇最近重建了泰德·史蒂文斯安克雷奇國際機場以應付旅遊業的發展（2012－2013年，阿拉斯加有接近200萬名旅客）。
州內前往多數村莊和鄉鎮的航線多數難以商業營運，因此這些航線都有聯邦政府透過必須航空服務計劃資助。阿拉斯加航空是唯一提供州內噴射航機的主要航空公司（有時以客貨混合波音737-400）由安克雷奇和費爾班克斯前往區域樞紐如伯特利、諾姆、科策布、迪林厄姆、科迪亞克以及其他較大社區，也服務主要東南部和阿拉斯加半島的社區。

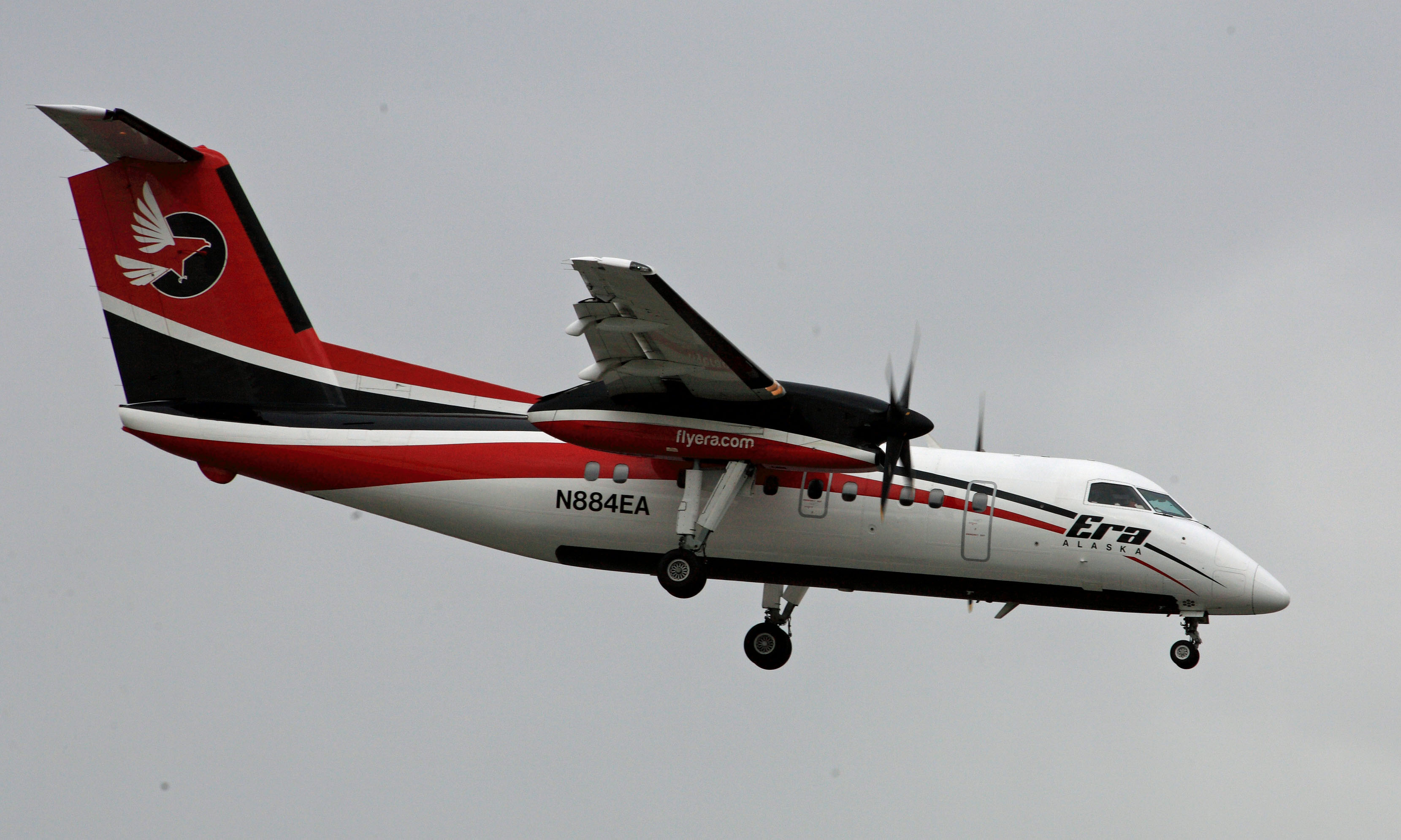
一部龐巴迪Dash 8，由阿拉斯加時代航空營運，前往泰德·史蒂文斯安克雷奇國際機場

餘下的商業航空則由小型地區通勤航空公司如阿拉斯加拉文航空、半島航空以及前線飛行服務提供。更小的城鎮和村莊更依賴定期或包機，使用低級航空飛機如塞斯納商隊，州內最常用的飛機型號。多數這些服務都以阿拉斯加繞道郵件計劃，資助郵件運送到阿拉斯加鄉郊地區附加服務。計劃要求70%資助用於乘客運送來往這些社區。
多數社區都有小型空中計程車服務。這些服務來源自對定制運輸到遙遠地區的需求。最典型的阿拉斯加飛機就是布什水上飛機。世界上最繁忙的水上飛機基地是胡德湖，位於安克雷奇國際機場旁邊，飛機前往沒有機場的遙遠村莊，並帶入乘客、貨物、商店和倉庫俱樂部的商品。2006年阿拉斯加有美國全部州份人均最高機師比例。

### 其他交通
阿拉斯加另一種交通就是狗拉雪橇。現代（1920年末以後），狗拉雪橇更多是體育運動而非交通方式。州內舉行許多比賽，最有名的是艾迪塔羅德狗拉雪橇比賽，由安克雷奇至諾姆的1150英哩賽道（雖然實際距離年年不同，正常距離定為1049英哩）。該比賽紀念著名的1925年諾姆血清奔跑，雪橇和狗如多哥和巴爾托帶上大量必須藥物前往諾姆。當時其他交通方式都沒有辦法到達，而社區爆發了白喉疫症。現在全世界所有的雪橇都在每年3月來到安克雷奇為金錢、獎品和聲名而競爭。「血清奔跑」則是另一個雪橇狗比賽，完全按照1925年的路線進行，由尼納納（費爾班克斯西南面）前往諾姆。
沒有道路或鐵路的地區，夏天的主要交通則是全地形車，而冬天則是雪上摩托車。

## 州象征
以下列出阿拉斯加州的各种象征：
- 格言："北至未来"/"向北进发"/"向北发展"（North to the Future）
- 昵称："午夜阳光之地"或"最后的边疆"或"西华德的冰箱"（"）
- 州鸟：柳雷鸟，于1955年由领地议会采用[56]。柳雷鸟是一种北极地区的体型较小的松鸡，体长380到430毫米（15至17英寸），在阿拉斯加很常见。它们栖息于柳树分布地区、开放苔原地区和青苔沼泽地。在夏天时，柳雷鸟全身的羽毛会变成棕色，在冬天变成白色。
- 州鱼：帝王鮭，于1962年采用[56]。
- 州花：勿忘草属，于1917年领地议会采用[57]，它是多年生植物，分布遍及阿拉斯加，从阿拉斯加狭地的海德尔镇到北极圈海岸以及阿留申群岛上都能见到。
- 州化石：真猛犸象，于1986年采用[56]。
- 州宝石：软玉，于1968年采用[56]。
- 州昆虫：小斑蜻（蜻蜓），于1995年采用[56]。
- 州陆地哺乳动物：驼鹿，于1998年采用。
- 州海洋哺乳动物：弓头鲸，于1983年采用。
- 州矿物：金，于1968年采用。
- 州歌：《阿拉斯加州旗》（""）
- 州运动：狗拉雪橇，于1972年采用。
- 州树木：北美云杉，于1962年采用。
- 州犬：阿拉斯加雪橇犬，于2010年采用。
- 州土壤：塔纳诺壤，采用年不详[58]。